# Mastigodryas danieli
Espèce
Synonymes
- Mastigodryas unicolor Amaral, 1935

Mastigodryas danieli est une espèce de serpents de la famille des colubridae.

## Répartition
Cette espèce se rencontre en Colombie, dans le département d'Antioquia, et en Équateur.

## Étymologie
Son nom honore le frère Daniel Gonzalez Patiño (1909–1988).

## Publication originale
Amaral, 1935 "1934" : Notas sobre chromatismo de ophidios III. Um caso de xanthismo e um novo de albinismo, observados no Brasil Estudos sobre ophidios neotropicos XXX. Novo genero e especie de colubrideo na fauna da Columbia XXXI. Sobre a especie Bothrops alternata D. Memorias do Instituto de Butantan, vol. 8, p. 151-194.